# 萊克維尤鎮區 (北達科他州伯克縣)
萊克維尤鎮區（英語：Lakeview Township）是位於美國北達科他州伯克縣的一個鎮區。

## 地方資料
萊克維尤鎮區的面積為133.53平方千米，當中陸地面積為128.63平方千米，而水域面積為4.90平方千米。根據2010年美國人口普查的數據，當地共有人口14人，而人口密度為每平方千米0.1人。